# Mount Predoehl
Mount Predoehl ist ein teilweise verschneiter und 1710 m hoher Berg in der antarktischen Ross Dependency. In der Queen Elizabeth Range ragt er unmittelbar nördlich der Einmündung des Pavlak-Gletschers in den Lowery-Gletscher auf.
Der United States Geological Survey kartierte ihn anhand eigener Tellurometervermessungen und Luftaufnahmen der United States Navy aus den Jahren von 1960 bis 1962. Das Advisory Committee on Antarctic Names benannte ihn 1966 nach Martin C. Predoehl, Meteorologe des United States Antarctic Research Program auf der McMurdo-Station in zwei aufeinanderfolgenden Sommerkampagnen zwischen 1961 und 1963.